# Cuetlajuchitlán
Cuetlajuchitlán es un asentamiento arqueológico localizado a 3 km al sudeste de la localidad de Paso Morelos, al noreste del estado de Guerrero, México.
Fue descubierta en 1991 durante la construcción de la Carretera Cuernavaca - Acapulco, conocida como la Autopista del Sol, misma que cruza 50 m por debajo del complejo mediante un túnel de un solo arco, conocido como Los Querendes, el cual se tuvo que adecuar con estrictas medidas precautorias para evitar la destrucción del yacimiento arqueológico.
Este sitio fue uno de los principales núcleos poblacionales prehispánicos al noroeste del estado de Guerrero durante las últimas etapas del Preclásico Tardío, mismos grupos que se derivan de la Cultura Mezcala, en sus grandes asentamientos en la cuenca del río Balsas. Su desarrollo se dio entre 800 a. C. y 300 d. C. teniendo relevancia para la arqueología guerrerense por su antigüedad y estilo arquitectónico funcional, principalmente para el almacenamiento y flujo de drenaje, así como también en la elaboración de distintos bloques de columnas de piedra.

## Toponimia
Paso Morelos fue conocido antiguamente como Cuetlajuchitlán o Cuetlajuchi.
La palabra «Cuetlajuchitlán» antiguamente nombrada la población por los primeros habitantes y debido a la cercanía de la zona arqueológica del mismo nombre, significa en lengua náhuatl «lugar de flores rojas» o «lugar marchito». Es posible que la «flor roja» sea en alusión a la flor de pascua, nativa de la región.

## Zona arqueológica
La extensión del sitio abarca alrededor de 35 hectáreas, de las cuales, únicamente han sido exploradas dos de ellas; los sitios ya descubiertos se encuentran sobre una loma de roca caliza donde se han encontrado asentamientos del periodo Preclásico Tardío y Terminal. La civilización se fue desarrollando arquitectónicamente en tres etapas durante su florecimiento:

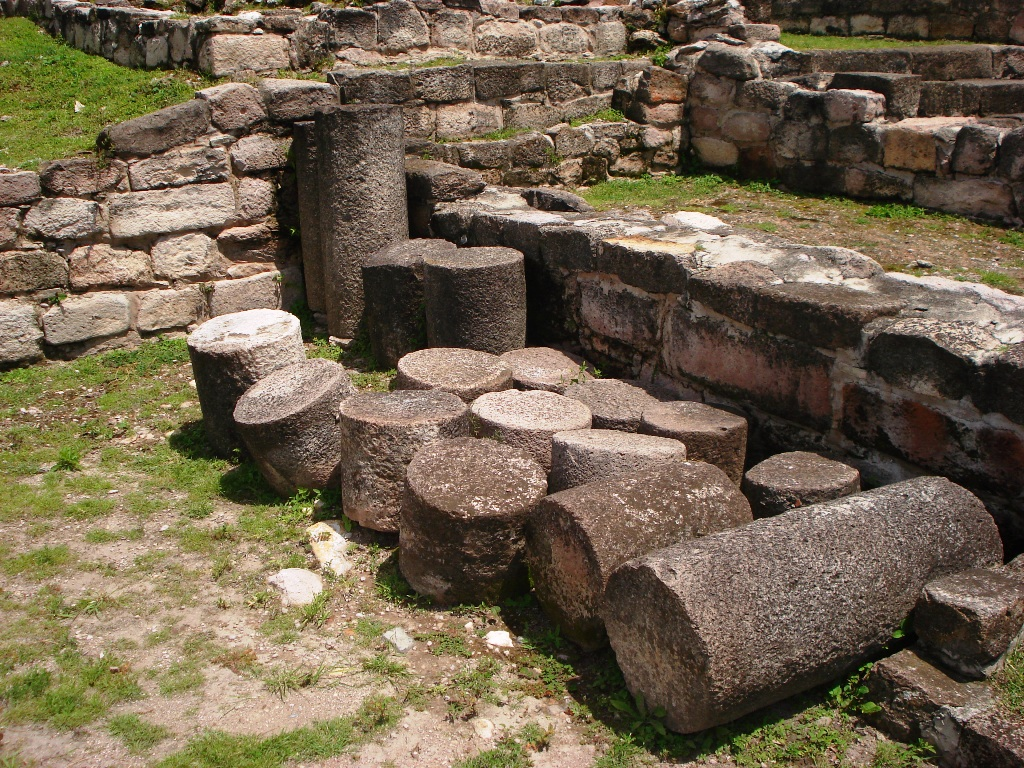
Abundancia de cilindros de cantera a lo largo de la zona arqueológica.

### Primera etapa
Se da durante 800-600 a. C., referente a esta etapa por su antigüedad, se encontraron muy pocos vestigios. Su caracterización radica en el levantamiento de muros de roca caliza muy bien definidos, plataformas de nivelación y variedad de objetos como tiestos y piedras labradas con figurillas. La localización de estos objetos sugiere la posibilidad de que esta zona haya sido en un principio, una aldea dependiente de alguna civilización Olmeca más grande que habitaba en la cuenca del río Balsas conocida como la Cultura Mezcala.

### Segunda etapa
Durante 200 a. C. y 200 d. C. se da el florecimiento de Cuetlajuchitlán, en el que se caracteriza por la abundancia de objetos de tipo cerámico, mismo que fueron fechados por su antigüedad al Preclásico Tardío. También fueron encontrados en uno de los pasillos, esculturas en bultos de toba tallados por el desgaste. En esta etapa se refleja el levantamiento arquitectónico del asentamiento, mediante bloques y cilindros de cantera tallada para su edificación en columnas y muros, todo muy bien definido en sus trazos.

### Tercera etapa
En esta etapa se continuó el desarrollo de edificaciones, cuyo material se reutilizaba de los anteriores periodos de construcción, entre ellos se incluían los bloques de columna y metates. Los muros de piedra caliza se asocian con el estilo de la Cultura Mezcala, tal rasgo marca alrededor del año 300 d. C. la decadencia y el abandono de Cuetlajuchitlán.

## Descripción del sitio
La zona cuenta con diversos puntos de función, entre los que destacan dos recintos ceremoniales y tres complejos habitacionales, mismos que se presume, eran ocupados por los habitantes de alto rango y artesanos. Las edificaciones más importantes de Cuetlajuchitlán, en sus dos complejos descubiertos son:

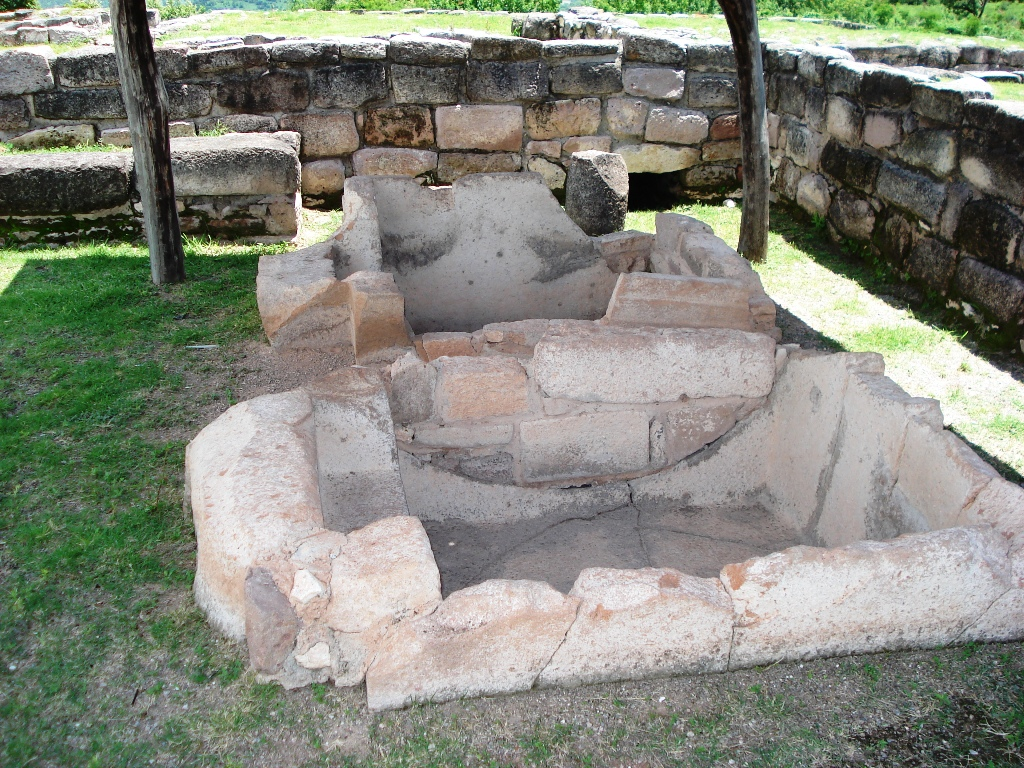
Tinas monolíticas en el Recinto Ceremonial 1.

### Recinto ceremonial 1
Es la edificación principal del asentamiento, cuya forma rectangular se extiende con 28 m de norte a sur y 18 m de este a oeste. Su amplia plataforma, patio hundido y muros, fueron construidos a base de bloques de cantera; Allí, fueron encontradas dos tinas de cantera rosa talladas en un solo bloque, que probablemente se utilizaron para baños rituales. Dichas tinas poseen un asiento en el lado oeste, que a su vez presentan un decorado exterior al diseño de una ceja, semejante al estilo constructivo de la zona. Cercano a la plataforma principal se localiza un temazcal o baño de vapor.

### Recinto ceremonial 2
Se sitúa junto al Recinto Ceremonial 1 a su extremo sureste con un espacio cerrado y dimensiones pequeñas; también presenta dos tinas que probablemente se les dio uso antes de la construcción de dicho recinto. Como prueba, es la reutilización de sus materiales de construcción en una área dedicada a la talla, careado y estiba de los bloques rectangulares y circulares de cantera rosa utilizados para las posteriores edificaciones.

### Complejos habitacionales
Eran los sitios donde habitaban los personajes de nivel jerárquico más altos localizándose en las laderas norte, sur y oeste del cerro. Destaca la continuación de pasillos en ejes distribuidos formando plataformas bien definidas, en ellas se construyeron cuartos habitacionales de cantera rosa, junto a patios hundidos con sus respectivos drenajes, cisternas de captación de agua y pequeñas zonas de almacenamiento.

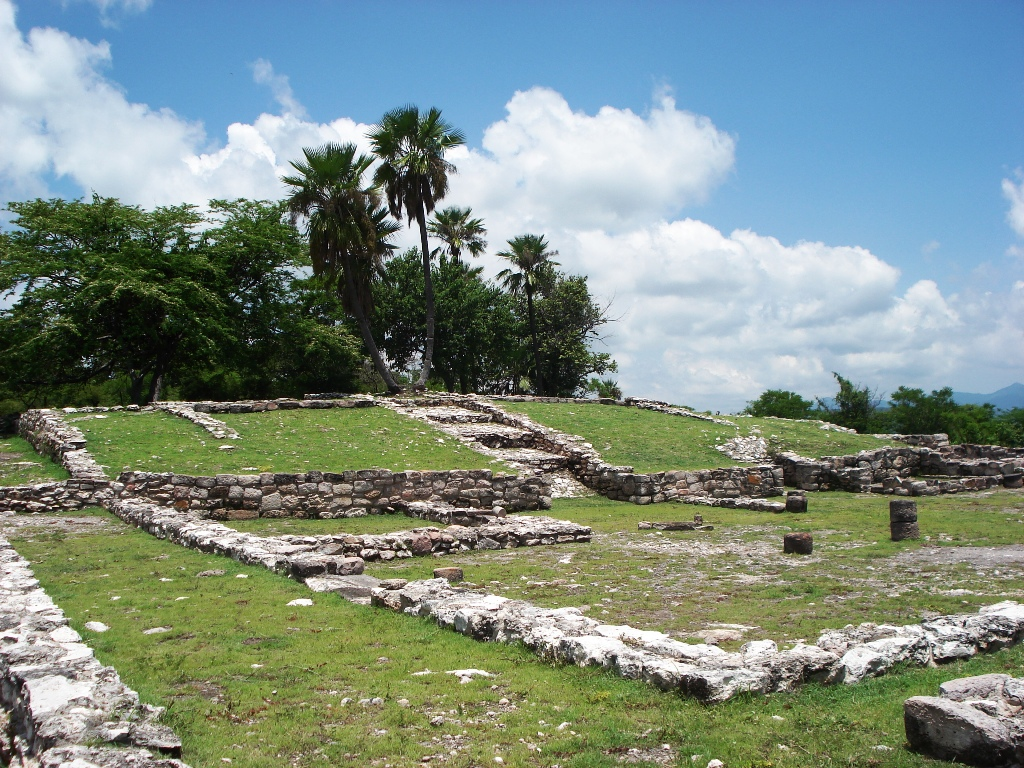
Complejo 8, rodeado de diferentes complejos habitacionales.

### Complejo 8
Localizado a unos 200 m fuera de la zona previamente explorada, se trata de un extenso complejo formado por una plaza rodeada por plataformas con unidades habitacionales que a su vez tenían sus respectivas cisternas y un canal de captación de agua. Destaca en el centro, una gran plataforma donde probablemente se asentaba alguna casa de los principales miembros de la élite que gobernó Cuetlajuchitlán en algún momento.

### Áreas de almacenamiento
En diversas partes del asentamiento se encuentran algunas construcciones con forma y dimensiones semejantes a zonas de almacenaje, posiblemente de granos, productos alimenticios o manufacturados. Dichos depósitos subterráneos fueron construidos con muros de piedra caliza careada y piso de lajas. Destaca los abundantes fragmentos de ollas que fueron encontradas.

## Acceso a la zona arqueológica
El asentamiento se ubica en el km 188 de la Autopista Cuernavaca - Acapulco a 3 km al sudeste de la localidad de Paso Morelos, municipio de Huitzuco de los Figueroa, misma por donde es posible tener acceso al complejo. Las visitas a la zona arqueológica son de martes a domingo de 10:00 a 17:00.

## Otros sitios en el municipio

### Cerro de Huashocote
Se ubica al norte de la cabecera municipal

### Tlaxmalac
Se encuentra al poniente, consiste en una roca, con una cabeza esculpida, fiel testimonio de la cultura.

### Barrio Cantón
Durante excavaciones, se encontraron ídolos de barro y de cantera en su estado original.

### La Maroma
Situado al sureste, también se encontraron ídolos de cantera y de barro así como una máscara de jade, objetos posiblemente en poder de particulares y olvidados por ignorancia del valor que representan para conocer el verdadero origen de nuestras raíces.

## Otros sitios en la región
- Teopantecuanitlán, en Copalillo[4]
- La Organera, en Xochipala[4]
- Huamuxtitlán, en la cabecera del mismo nombre.[4]
- Los Tepoltzis, en Tixtla[4]
- Ixcateopan, en la misma cabecera[4]
- La Sabana y Palma Sola, en Acapulco[4]
- Pezuapan, en la capital[4]
- La Soledad de Maciel, en Petatlán[4]
- Oxtotitlán, en Chilapa[4]
- Tehuacalco, entre los límites de este municipio y Juan R. Escudero[4]